# Sarah Carter
Sarah Carter (Toronto, 30 oktober 1980) is een Canadees actrice. Ze speelde onder meer 38 afleveringen in de televisieserie Shark.
Carters acteercarrière begon in 2000 met gastrollen in verscheidene televisieseries. Zo was ze te zien in onder meer de series Wolf Lake en Dark Angel. In de Engels-Canadese film Mindstorm maakte ze vervolgens haar bioscoopdebuut (2001).
Behalve in films en in gastoptredens in televisieseries, werd ze gecast als vaste speler in een aantal series. Zo speelde ze Allie Bennett in alle acht de gemaakte afleveringen van Black Sash (2003) en 38 afleveringen Madeleine Poe in Shark (2006-2008). Carter verscheen daar tussendoor zowel in Smallville als in Numb3rs in een over drie afleveringen uitgerekte gastrol.

## Filmografie
- Salem Falls (2011)
- Falling Skies (2011)
- Freakdog (2008)
- Misconceptions (2008)
- Killing Zelda Sparks (2007)
- Pledge This! (2006)
- DOA: Dead or Alive (2006)
- Skinwalkers (2006)
- Berkeley (2005)
- Haven (2005)
- Smallville (2004)
- Final Destination 2 (2003)
- K-9: P.I. (2002)
- Mindstorm (2001)
- Wishmaster 3: Beyond the Gates of Hell (2001)

## Trivia
- Carter speelde zowel in Shark als in Numb3rs een advocate.

- Biblioteca Nacional de España: XX5549755
- Gemeinsame Normdatei: 1096506033
- International Standard Name Identifier: 0000 0000 7650 2315
- Library of Congress Control Number: no2010007138
- Virtual International Authority File: 106877124
- WorldCat: E39PBJyrTXFgbk33PtfPwHvrbd